# Acatenango (vulkán)
Az Acatenango egy szunnyadó, potenciálisan aktív tűzhányó Guatemala déli részén. Közel 4000 méteres magasságával Közép-Amerika harmadik legmagasabb csúcsa. Neve a navatl nyelvből származik, jelentése „kukorica(szárból készült)-kerítés”.

## Leírás
Az Acatenango Guatemala déli részén, Chimaltenango megye területén emelkedik, mindössze 3 km távolságra északra a ma is aktív Fuegótól. Két, egymáshoz közeli csúcsa van, mindkettő 3900 méteres magasság fölé nyúlik: a Pico Mayor (a „nagy csúcs”) és a Yepocapa. Bár utolsó kitörése 1972-ben történt, kráterében ma is sugároz némi hőt. Guatemalában rendkívül ritka a havazás: amikor előfordul, akkor is csak a legmagasabb hegyek csúcsán, például az Acatenangón szokott megtörténni.
A vulkánnak nyolc kitörése ismert, ezek közül három még időszámításunk kezdete előtt történt, egy pedig a 90-es év környékén, legfeljebb 100 év eltéréssel. Ugyancsak kitört 1450 körül (legfeljebb 50 év eltéréssel), valamint 1924. december 18-án, 1926 augusztusában és 1972. november 12-én.

## Megmászása
A vulkánra gyalogos turisták által is járható út vezet fel, amely azonban meredeksége és a fenti vulkáni hamuból álló talaj miatt nem könnyen járható. A feljutás, amelyet a novembertől februárig tartó száraz évszakban javasolnak, 5–6 órát is igénybe vehet. Bár az út többnyire jelezve van, néhol mégis könnyű eltévedni, ezért célszerű vezetővel vagy több fős társasággal menni, és legkésőbb 15 órakor elindulni lefelé. Az út körülbelül 1800 méteres magasságból kezdődik, északi irányból, La Soledad településről.
Miután 2017 januárjában hat turista kihűlés miatt életét vesztette a hegyen, szigorításokat vezettek be. Az egyetlen engedélyezett út kezdeténél, La Soledad temetőjénél a látogatóknak be kell iratkozniuk egy naplóba, valamint belépődíjat is kell fizetniük (a külföldieknek többet, mint a helyieknek). Ha az időjárás nem megfelelő, nem engedik őket elindulni sem.

## Képek

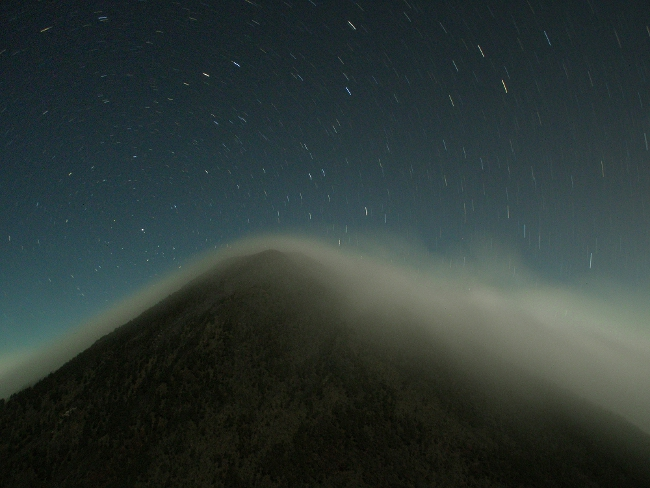
A Fuegóról nézve
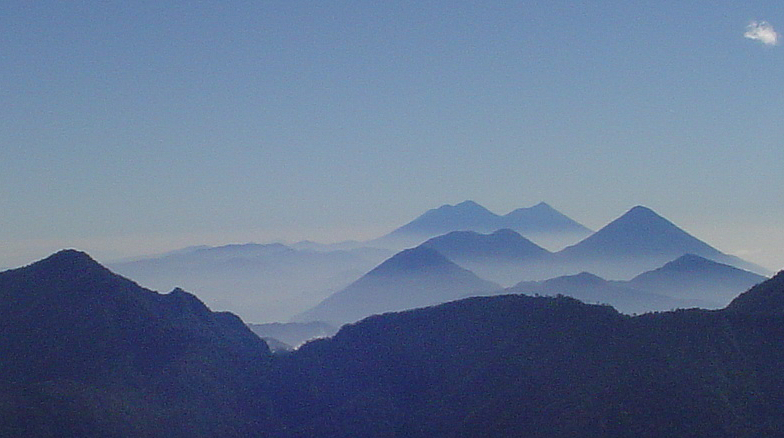
Környezete
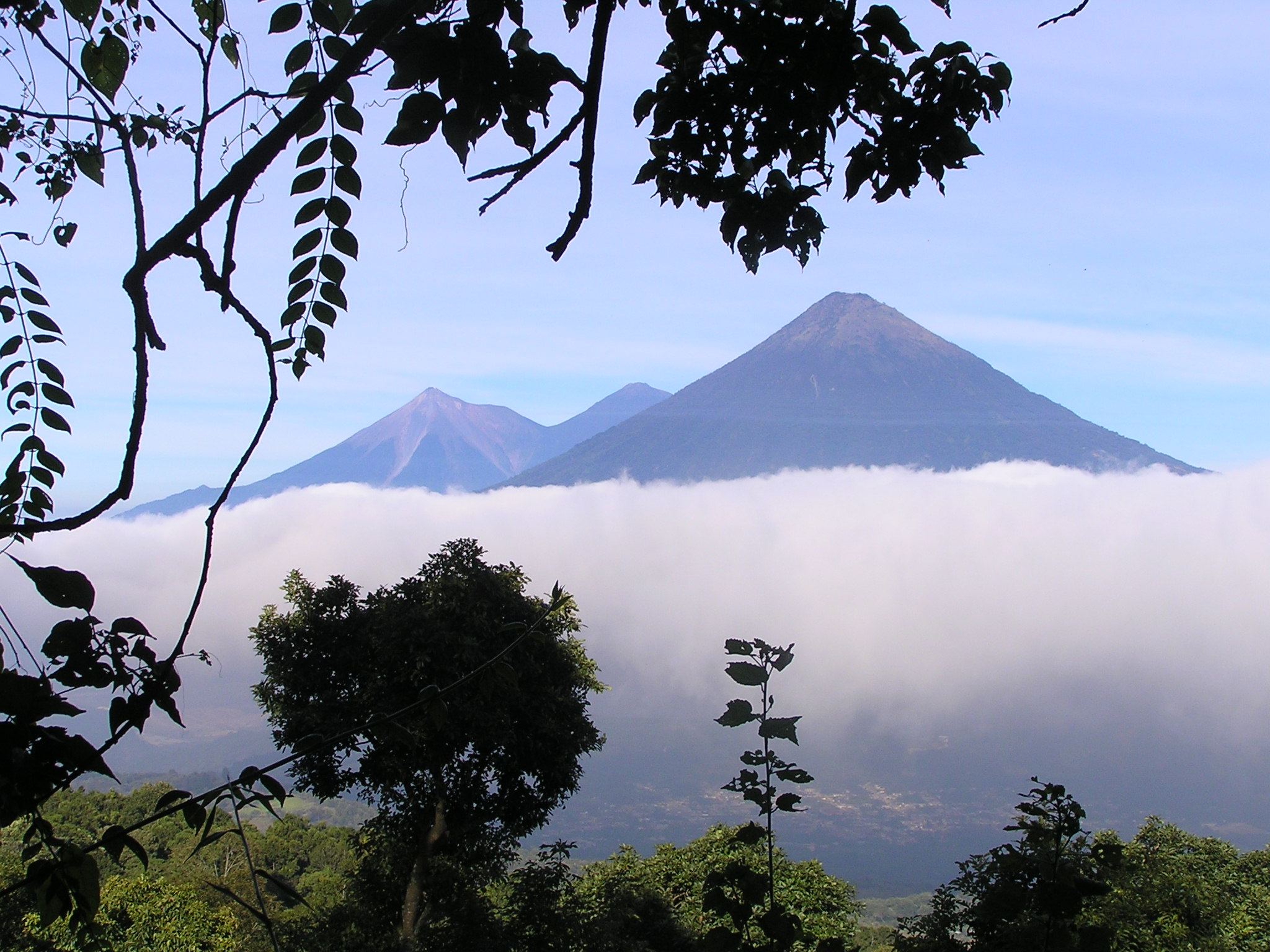
A Fuego, az Agua és az Acatenango a Pacayáról nézve
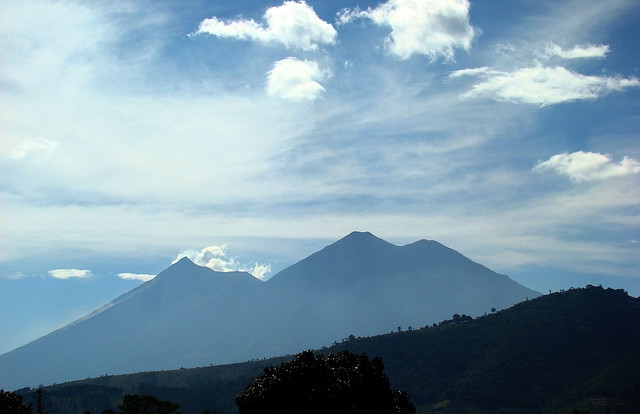
A Fuego, az Acatenango és az Agua